# Tetrastichus axia
Tetrastichus axia är en stekelart som beskrevs av Walker 1848. Tetrastichus axia ingår i släktet Tetrastichus och familjen finglanssteklar. Inga underarter finns listade i Catalogue of Life.